# 行動援護従業者
行動援護従業者（こうどうえんごじゅうぎょうしゃ）は、訪問介護を行う者の資格の一つで、都道府県知事の指定する行動援護従業者養成研修の課程を修了した者をいう。2006年度に施行された障害者自立支援法に基づく居宅介護（障がい者（児）ホームヘルプ）業務のうち、特に知的障害・精神障害を持つ者の行動援護業務に従事する。資格付与（修了証明書・修了証書が資格証となる）については講習施行者によって行なわれる。
一般的に肢体障害者に比べ、知的障害者や精神障害者に対する福祉制度が発展途上的な状況のため、行動援護従業者資格の認知度についてはまだまだこれからといったところだが、障害者自立支援法案に新たに精神障害者への介護が盛り込まれた事で、需要が高まりつつある。
厚生労働省は2005年、介護に携わる者の資格を介護福祉士に一本化する方向を打ち出したが、需要に対し供給が全く追いついていない状況である。実際に現場では、知的障害者や精神障害者に対する世間の理解度がまだまだ低く、さらに障害の程度が重くなるほど介護方法に細かな配慮が必要なため、常に従事者が不足している状況にあり、従事者増加を望む声は多い。

## 養成研修
行動援護従業者の資格については自治体によって受講要件にかなりの違いがあるため、受講の際は各研修事業者に問い合わせの事。

## 研修
- 全国都道府県で行われ、日程は各都道府県で違う。